# Nadia Delago
 Nadia Delago, née le 12 novembre 1997, est une skieuse alpine italienne.

## Biographie
Elle a pour sœur la skieuse alpine Nicol Delago.
En 2018, elle obtient la 10e place des championnats du monde juniors de descente à Davos.
Avec 3 victoires, elle obtient à la 2e place de la Coupe d'Europe 2018-2019 de descente.
En janvier 2021, elle décroche son premier top-10 de Coupe du monde en prenant la 10e place de la descente de Crans-Montana. En février, elle prend la 15e place de la descente des championnats du monde à Cortina d'Ampezzo. En mars elle est 3e des championnats d'Italie de super G.
Sur la saison 2021-2022, elle réalise 5 tops-10 en Coupe du monde de descente avec comme meilleur résultat une 4e place sur l'épreuve de Zauchensee. Elle pointe à la 8e place du classement final de la discipline. En mars elle est sacrée championne de descente d'Italie à Bardonecchia
En février 2022, elle est sélectionnée pour participer à ses premiers Jeux olympiques, à Pékin. Elle décroche une magnifique médaille de bronze dans l'épreuve de descente, derrière Corinne Suter et Sofia Goggia. Fin mars elle devient Championne d'Italie de descente à Bardonnèche.
En mars 2024, elle est 3e des championnats d'Italie de descente à Sarentino.
Début mars 2025, elle prend la 11e place de la descente de Kvitfjell, ce qui constitue son meilleur résultat en coupe du monde depuis janvier 2022.

## Palmarès

### Jeux olympiques
| Édition / Épreuve | Descente |
| ----------------- | -------- |
| JO 2022 Pékin     | Bronze   |

### Championnats du monde
| Édition / Epreuve               | Descente | Super G | Combiné | Team event |
| Mondiaux 2021 Cortina d'Ampezzo | 15e      | Abandon | Abandon | 8e         |

### Coupe du monde
- Meilleur classement général : 34e en 2022 avec  264 points.
- Meilleur classement de descente : 8e en 2022 avec 246 points.

- Meilleur résultat sur une épreuve de coupe du monde  : 4e à la descente de Zauchensee le 15 janvier 2022.

#### Classements
| Saison / Épreuve | Saison / Épreuve | Général | Général | Descente | Descente | Super G | Super G | Géant  | Géant  | Slalom | Slalom | Combiné | Combiné |
| ---------------- | ---------------- | ------- | ------- | -------- | -------- | ------- | ------- | ------ | ------ | ------ | ------ | ------- | ------- |
| Saison / Épreuve | Saison / Épreuve | Class.  | Points  | Class.   | Points   | Class.  | Points  | Class. | Points | Class. | Points | Class.  | Points  |
| 2019             | 2019             | 120e    | 8       | 49e      | 3        | -       | -       | -      | -      | -      | -      | 26e     | 5       |
| 2020             | 2020             | 86e     | 33      | 40e      | 22       | 53e     | 4       | -      | -      | -      | -      | 34e     | 7       |
| 2021             | 2021             | 55e     | 95      | 20e      | 95       |         |         | -      | -      | -      | -      | -       | -       |
| 2022             | 2022             | 34e     | 264     | 8e       | 246      | 44e     | 18      | -      | -      | -      | -      | -       | -       |
| 2023             | 2023             | 88e     | 34      | 33e      | 34       | -       | -       | -      | -      | -      | -      | -       | -       |
| 2024             | 2024             | 87e     | 39      | 34e      | 36       | 54e     | 3       | -      | -      | -      | -      | -       | -       |
| 2025             | 2025             | 74e     | 55      | 25e      | 54       | 51e     | 1       | -      | -      | -      | -      | -       | -       |

### Championnats du monde juniors
| Épreuve / Édition    | Descente | Super G | Slalom géant | Slalom | Combiné | Team event |
| Mondiaux 2016 Sotchi | 21e      | Abandon | -            | -      | Abandon | -          |
| Mondiaux 2017 Åre    | 13e      | 17e     | -            | -      | Abandon | -          |
| Mondiaux 2018 Davos  | 10e      | Abandon | -            | -      | 22e     | -          |

### Coupe d'Europe
4 podiums dont 3 victoires

#### Classements
| Saison / Épreuve | Saison / Épreuve | Général | Général | Descente | Descente | Super G | Super G | Slalom géant | Slalom géant | Slalom | Slalom | Combiné | Combiné |
| ---------------- | ---------------- | ------- | ------- | -------- | -------- | ------- | ------- | ------------ | ------------ | ------ | ------ | ------- | ------- |
| Saison / Épreuve | Saison / Épreuve | Class.  | Points  | Class.   | Points   | Class.  | Points  | Class.       | Points       | Class. | Points | Class.  | Points  |
| 2016             | 2016             | 64e     | 125     | 17e      | 98       | 29e     | 27      | -            | -            | -      | -      | -       | -       |
| 2017             | 2017             | 66e     | 105     | 14e      | 99       | -       | -       | -            | -            | -      | -      | 52e     | 6       |
| 2018             | 2018             | 124e    | 29      | 35e      | 25       | 62e     | 4       | -            | -            | -      | -      | -       | -       |
| 2019             | 2019             | 8e      | 496     | 2e       | 445      | 25e     | 45      | -            | -            | -      | -      | 37e     | 6       |
| 2021             | 2021             | 68e     | 82      | -        | -        | 11e     | 82      | -            | -            | -      | -      | -       | -       |